# Rath/Heumar
Rath/Heumar, Köln-Rath/Heumar — dzielnica miasta Kolonia w Niemczech, w okręgu administracyjnym Kalk, w kraju związkowym Nadrenia Północna-Westfalia, na prawym brzegu Renu.